# Mielnica (rejon miorski)
Mielnica (biał. Мельніца, ros. Мельница) – wieś na Białorusi, w obwodzie witebskim, w rejonie miorskim, w sielsowiecie Przebrodzie. W 2019 liczyła 64 mieszkańców.